# A13 (motorväg, Schweiz)

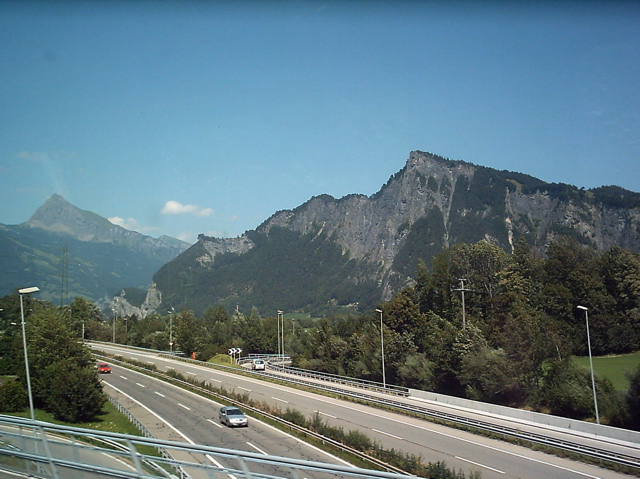
A13 mellan Sargans och Chur

A13 är en motorväg i Schweiz som går mellan St. Margrethen och Bellinzona.